# 宮城公子
宮城 公子（みやぎ きみこ、1937年 - ）は、日本の歴史学者。専門は日本史・近世近代の日本思想史。大塩平八郎の研究で有名である。

## 人物・来歴
京都府生まれ。京都大学文学部史学科国史学専攻卒業。京大大学院文学研究科国史学専攻博士課程単位取得退学。四天王寺女子大学文学部助教授、甲南大学文学部助教授を経て、1984年から教授。2006年3月退職。
沖縄大学教授の宮城公子（比較文学・日本近代文学・沖縄文学）は同名異人である。

## 著書
- 『大塩平八郎』朝日新聞社「朝日評伝選」、1977年／ぺりかん社（増補版）、2005年
- 『日本の名著27　大塩中斎 佐藤一斎』中央公論社、1978年。のち新版・中公バックス

責任編集、大半は大塩の著作の現代語訳。後者は言志四録(西郷南洲の抄編)
- 『幕末期の思想と習俗』ぺりかん社、2004年